# 喬丹·威廉姆斯
麥可·喬丹·威廉姆斯（英語：Michael Jordan Williams；1995年11月6日—）是一位威爾斯足球運動員，在場上司職中場。現效力於英乙球隊米尔顿凯恩斯。他也代表威爾斯U21國家隊參賽。